# True Romance (album, Charli XCX)
True Romance je debutové studiové album anglické zpěvačky Charli XCX. Vydáno bylo v dubnu roku 2013 společnostmi Asylum Records a Atlantic Records a na jeho produkci se podíleli Joakim Åhlund, Patrik Berger, Blood Diamonds, J£zus Million, Ariel Rechtshaid, Dimitri Tikovoi a Paul White. Svůj název album dostalo podle stejnojmenného filmu z roku 1993. Deska se umístila na 85. příčce britské hitparády.

## Seznam skladeb
1. Nuclear Seasons (Charlotte Aitchison, Ariel Rechtshaid, Justin Raisen) – 4:38
2. You (Ha Ha Ha) (Aitchison, Jocke Åhlund, Gold Panda) – 3:08
3. Take My Hand (Aitchison, Rechtshaid, Raisen) – 4:26
4. Stay Away (Aitchison, Rechtshaid) – 3:48
5. Set Me Free (Aitchison, Rechtshaid, Dimitri Tikovoi) – 3:53
6. Grins (Aitchison, Michael Tucker) – 3:53
7. So Far Away (Aitchison, Todd Rundgren, Paul White) – 3:21
8. Cloud Aura (Aitchison, Joseph Zucco, Candy) – 2:44
9. What I Like (Aitchison, Zucco) – 3:02
10. Black Roses (Aitchison, Rechtshaid, Raisen) – 3:28
11. You're the One (Aitchison, Patrik Berger) – 3:15
12. How Can I (Aitchison, Rechtshaid, Raisen) – 3:55
13. Lock You Up (Aitchison, Rechtshaid) – 3:31

## Obsazení
- Charli XCX – zpěv
- Richard Adlam – klávesy, programování
- Jocke Åhlund – produkce
- Dan Aslet – produkce zpěvu, mixing
- Dave Bascombe – mixing
- Patrik Berger – produkce
- David Bianchi – management
- Blood Diamonds – produkce
- Tom Boddy – programování
- Louise Burns – zpěv
- Brooke Candy – host
- Neil Comber – mixing
- Jeremy Cooper – editing
- Rich Costey – mixing
- Dan Curwin – fotografie
- David Emery – mixing (asistent)
- Matty Green – mixing (asistent)
- Stuart Hawkes – mastering
- Andy Hayes – design
- Ed Howard – A&R
- J£zus Million – mixing, produkce
- Chris Kasych – mixing (asistent), inženýr Pro Tools
- Ariel Rechtshaid – produkce
- Hal Ritson – klávesy, programování
- Mark „Spike“ Stent – produkce zpěvu, mixing
- Miriam Stockley – doprovodné vokály
- Dimitri Tikovoi – produkce, programování
- Paul White – produkce
- Andrew Wilkinson – programování